# Laguna de Tíscar
La laguna de Tíscar es una pequeña laguna española localizada en el suroeste de la provincia de Córdoba,  en el término municipal de Puente Genil, parte de la cuenca hidrográfica del río Guadalquivir y en las proximidades del río Genil. Junto con las lagunas del Rincón, Amarga, Jarales, Zóñar y Salobral, forma el conjunto conocido como «Lagunas del Sur de Córdoba». La laguna de Tíscar está protegida desde el año 1984, cuando se declararon  las zonas húmedas del sur de Córdoba como Reservas Integrales. La laguna se reclasificó como Reserva Natural por la Ley 2/1989 (), es Zona de Especial Protección para las Aves (ZEPA), además de estar recogida como Zona de Especial Conservación (ZEC) desde octubre de 2012. El vaso lacustre tiene una superficie de 11  hectáreas, mientras que la cuenca vertiente superficial ocupa una extensión de 272 hectáreas. En la zona más profunda, localizada hacia el centro de la cubeta, se ha registrado una profundidad máxima de 1,12 metros. Los terrenos sobre los que se encuentra ubicada la Reserva Natural son propiedad de la Administración, adquiridos  desde 1988 y se encuentran rodeados por una valla con finalidad protectora, estando su acceso restringido a vehículos.
El 27 de enero de 2006, la «laguna de Tíscar» fue declarada sitio Ramsar (n.º ref. 1681, con una superficie protegida conjunta de 185 ha).

## Origen y geología
Situada a una altitud de 180 m s. n. m., la laguna de Tíscar se asienta sobre margas, arcillas y evaporitas poco permeables, típicos de la campiña cordobesa, que afloran en la parte norte de la cordillera Bética, cerca de la depresión del Guadalquivir. Esta zona endorreica es consecuencia de los procesos erosivos kársticos y fluviales que modelan este tipo de rocas.

## El agua de Tíscar
La Laguna de Tíscar es de aguas temporales, por lo que en muy pocas ocasiones suele mantenerse  inundada durante el verano. Este humedal se alimenta de aguas superficiales y subterráneas mineralizadas. Por su extremo noreste, la laguna recibe los aportes del arroyo Castilseco, si bien estos dependen de la pluviometría y, especialmente en verano, de los retornos de las agua s de los regadíos que proliferan en su cuenca . En el extremo oriental de la laguna se localizan dos manantiales o surgencias con distinto grado de mineralización, siendo uno de ellos notablemente salino. Sus aguas cuentan con un alto grado de salinidad.

## Interés para la conservación y regulación[2]
La laguna de Tíscar se localiza bajo la ruta migratoria que siguen muchas aves  hacía el continente africano y el noreste de Europa. Las zonas húmedas constituyen un refugio para  las aves migratorias. La laguna de Tíscar se encuentra incluida desde el 2006 en la Lista de Humedales Ramsar de Importancia Internacional bajo la denominación “Lagunas del sur de Córdoba”. Asimismo está incluido en el Inventario Andaluz de Humedales. El Decreto 52/2011 aprobó el Plan de Ordenación de los Recursos Naturales de las Zonas Húmedas del Sur de Córdoba, por el que quedan reguladas las actividades que se pueden realizar en estas zonas, estando prohibida la pesca y el baño para no alterar a las especies protegidas que alberga. Determinadas actividades agrícolas precisan ser autorizadas.

## Fauna
El principal grupo faunístico de este humedal  es el de las  aves  acuáticas.  Podemos encontrar ánades reales (Anas platyrhynchos), avefrías europeas (Vanellus vanellus), avocetas comunes (Recurvirostra avosetta), cercetas comunes (Anas crecca), cigüeñuelas (Himantopus himantopus) cormoranes comunes (Phalacrocorax carbo), patos cuchara (Anas clypeata), gaviotas sombrías (Larus fuscus) o fochas comunes (Fulica atra), además de los  flamencos (Phoenicopterus roseus) de la Laguna de Tíscar. En cuanto a mamíferos, existen las especies autóctonas propias de la región mediterránea donde se sitúa la laguna como conejos, liebres, ratones de campo, zorros, junto con los de los invertebrados y reptiles propios de estos hábitats (culebras de collar y viperina). En sus aguas son frecuentes los gallipatos, pero no hay peces, ya que la laguna se seca casi o completamente cada verano.

## Los flamencos de Tíscar
Muchas veces a primera vista resulta difícil comprender cómo una especie se fija a un sitio casi de forma exclusiva. Este es el caso de Tíscar con los flamencos, de las lagunas del sur de Córdoba, es éste su lugar más visitado. Muchos de los flamencos de Tíscar proceden de la laguna Fuente Piedra, en la provincia de Málaga, y es frecuente que después de la reproducción acudan a Tíscar algo más de un centenar de ellos, que aprovechan su época de profundidad de no más de 50 centímetros para poder alimentarse filtrando el agua de la laguna.

## Equipamientos e infraestructuras de uso público
El término “Tíscar“ significa según algunos autores “lugar donde hay agua“ (Fco. J. Jiménez Peris). La Reserva Natural, que dispone de cercados de madera y vallado de cierre para el control del acceso a su interior, cuenta con un observatorio de uso público, aparcamiento y área de descanso. También en el cercano núcleo de Aguilar de la Frontera se encuentra el Centro de Visitantes “Laguna de Zóñar”, que es el punto neurálgico de estos humedales.

## Vegetación
Vegetación Natural
Existen formaciones de tarajes (Tamarix spp) y algunos rodales de carrizal (Phragmites australis), localizados preferentemente hacia la orilla noreste del humedal y en la salida del arroyo Castilseco. Por último, pequeños rodales dispersos de juncales estacionales (Scirpus maritimus) completan la vegetación más destacable. Anualmente, tras desecarse la lámina  de agua, suelen aparecer especies halófilas (Salicornia, Althenia orientalis).
Cultivos

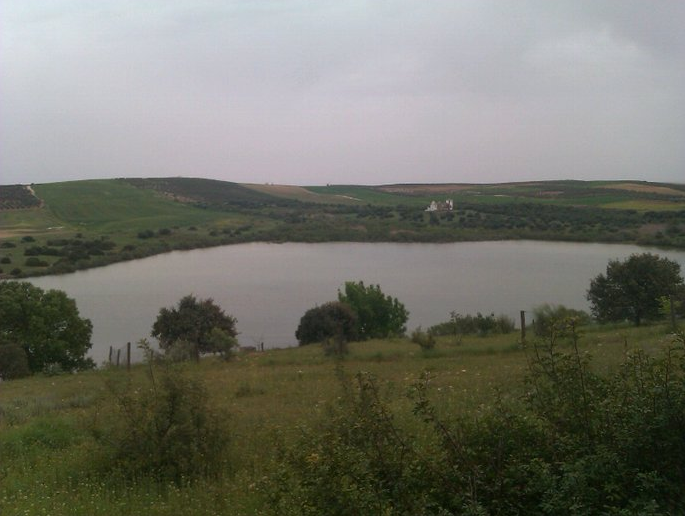

Los olivares han sido durante muchos años los que han cubierto sus inmediaciones, llegando en algunos casos hasta el agua. En la década
de los años ochenta los olivos fueron arrancados y la tierra, desarbolada por segunda vez, se dedicó a cultivos de secano tradicionales en la Campiña. Actualmente también hay cultivos de regadío a su alrededor, por el abastecimiento de la comunidad de regantes del Genil-Cabra.